# 劇団Please Mr.マーベリック
Please Mr.Maverick（プリーズミスターマーベリック）は日本の劇団。

## 概要
2009年6月に鳥取県出身の歳岡孝士が結成した。コンセプトは、「世界に素敵な一撃を」。
マーベリックとは“どの派にも属さない芸術家”の意。はじめは「国士無双!!」を上演するためのユニットだったが公演後、継続した。作品は、社会を風刺したコメディ・SF色が強いものが多い。2011年から3年連続で演劇祭での優勝を獲得、2024年中目黒演劇祭でも優勝し、合計獲得賞金総額は121万円となっている。

## 上演作品
- 第1回公演「国士無双!!〜※ただしイケメンに限る〜」（2009年）
- 第2回公演「逆襲のFOOD CHAIN！〜たたかういのち〜」（2010年）
- 第3回公演「僕だけの楽園をお願い博士！〜Please！Mr.Maverick〜」（2011年）
- 〃 　「僕だけの楽園をお願い博士！＋Premium」
- 第4回公演「ラグナロク〜神々の黄昏〜」（2011年）
- 「恩寵のエクスピアシオン〜おれとおまえと罪と罰〜」※30分の短編（2012年）
- ひつじ座30分劇場予選リーグ「これから正義の話をしようゼ」※30分の短編（2013年）
- 第5回公演「楽園のエヴァンジェリオ〜Please！Mr.Maverick〜」（2013年）
- 〃　「楽園のエヴァンジェリオ〜わるいひとたち〜」
- 番外公演「これから正義の話をしようゼ」※20分の短編（2015年）
- 合同公演　Please Mr.マーベリック×team☆G-VA合同企画「遺産遊戯！」（2015年）
- ひつじ座30分劇場決勝リーグ「戻る男」※30分の短編（2016年）
- 番外公演「悪魔に願いを」※20分の短編（2016年）
- 第6回公演「逆襲のFOOD CHAIN！」（2016年）
- ひつじ座30分劇場決勝リーグ優勝ご褒美提携公演「慾張り羊のシャグラン」（第7回公演）（2017年）
- 第8回公演「演劇魂」（2018年）
- エリア543フェス参加公演「極秘」（第9回公演）（2019年）
- 劇団10周年公演「商人チャンドラ」（第10回公演）（2019年）
- 劇団第11回公演「何故、その女は水着になるのか」（2022年）
- 劇団第12回公演「インフェクター・Ｚ！」（2024年）

## 主な俳優
- 歳岡孝士 - 鳥取出身の脚本家、演出家、俳優。外部では舞台版『だめんず・うぉ〜か〜』『艶姿純情BOY』等の脚本・演出を手掛けている。

## 受賞歴
- 2011年7月第4回ルナティック演劇祭１位グランプリ受賞[1]
- 2012年1月SS-1グランプリ１位優勝、最優秀脚本賞受賞、最優秀演出賞受賞[2]
- 2013年2月ひつじ座30分劇場予選１位通過[3]
- 2013年6月第6回ルナティック演劇祭１位グランプリ受賞[4]
- 2016年1月ひつじ座30分劇場決勝１位優勝[5]
- 2024年8月中目黒演劇祭グランプリ1位優勝[6]